# Bunkenburg
Die  Bunkenburg  war eine im 13. und 14. Jahrhundert bestehende Niederungsburg in Form einer Ringwallanlage, die an der Aller gegenüber von Ahlden lag. Von ihr ist heute nur noch ein etwa 60 m langes und 3 m hohes Wallstück vorhanden. Der Burgname leitet sich vermutlich vom verwendeten Baumaterial in Form von Raseneisenstein ab, der im Volksmund als Bunke bezeichnet wurde.

## Lage

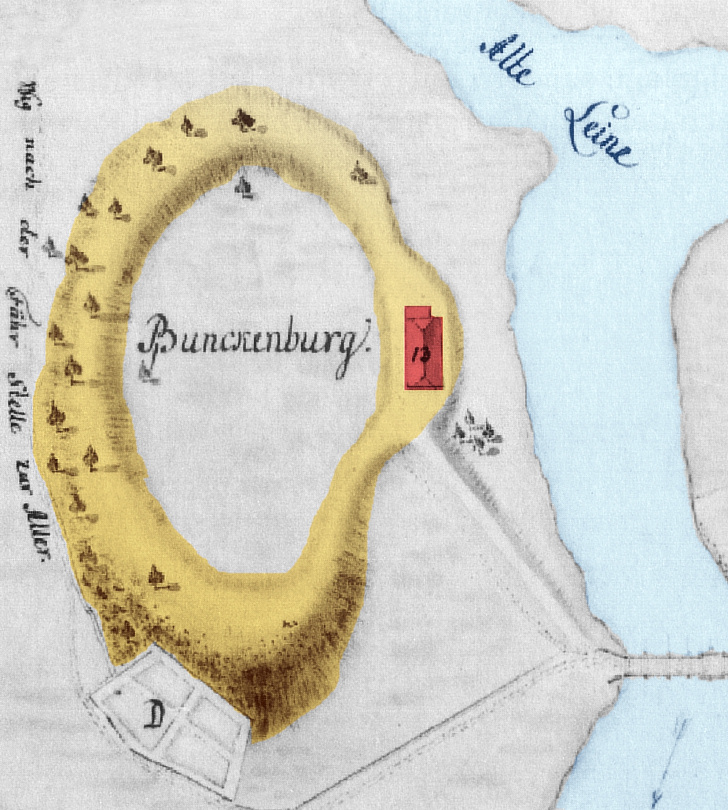
Lageplan der Ringwallanlage 1747 am alten Leinearm, rot ist das um 1700 auf dem Wall errichtete fürstliche Brauhaus

Der Burgstall der Niederungsburg liegt auf der nördlichen Flussseite der Aller auf einer flachen Erhöhung an einer im Mittelalter wichtigen Übergangsstelle. Das Gewässer verlagerte im Laufe der Jahrhunderte sein Flussbett und wurde dadurch zur Leine und ist heute der Altarm Alte Leine. Gegenüber der früheren Burganlage auf der anderen Flussseite liegen Schloss Ahlden und Ort Ahlden. Die Befestigungsanlage ist im Niederungsgebiet des Aller-Urstromtals errichtet worden. Seit den 1980er Jahren wird sie von einer Landesstraße durchschnitten.

## Beschreibung
Die Burganlage bestand aus einem ovalen Ringwall von etwa 100 × 150 m Ausdehnung. Davon ist heute ein etwa 60 langer, 20 m breiter und 3 m hoher Abschnitt erhalten. Er ist mit hohen Bäumen bestanden und liegt nördlich der Landesstraße. Bei dem Wall wird eine frühere Holz-Erde-Konstruktionen von 4 m Höhe vermutet. Reste von Baulichkeiten finden sich innerhalb des Walls nicht mehr, sie sollen im 17. Jahrhundert für den Bau des gegenüber liegenden Schlosses Ahlden abgetragen worden sein. Vom Grundriss her handelte es sich nicht um eine typische Niederungsburg, sondern eher um einen Burgmannensiedlung mit mehreren Rittersitzen innerhalb des Ringwalls.

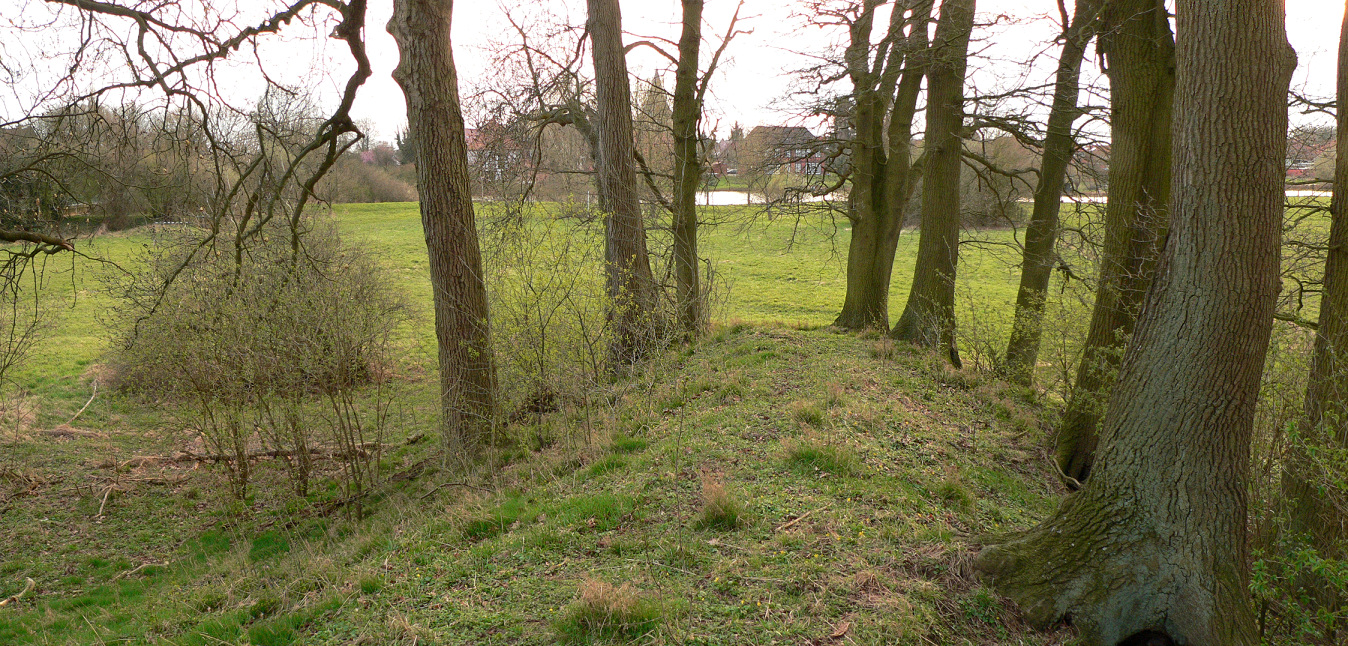
Blick vom Ringwall in Richtung Ahlden und Leinearm

Lange nach dem Niedergang der Bunkenburg wurde um 1700 auf einem südlichen Wallstück durch die fürstliche Verwaltung ein Brauhaus errichtet. Erst im 19. Jahrhundert privatisiert, diente es Mitte des 20. Jahrhunderts als Getränkebetrieb. Heute ist es ein Wohnhaus.

## Ausgrabungen
Aufgrund des geplanten Straßenbaus mitten durch die Burganlage kam es 1976 und 1982 zu archäologischen Ausgrabungen. Dabei wurden ein Befestigungsgraben und eine Pfostengrube entdeckt. Die gefundene Keramik ließ sich dem 13. und 14. Jahrhundert zurechnen. Innerhalb des Walls wurden auch Scherben aus der Zeit des 9.–11. Jahrhunderts und ein Speicherbau gefunden. Dabei könnte es sich um das 1295 genannte Alt-Ahlden gehandelt haben, das wüst fiel und über dessen Resten später der Burgwall entstand.

## Geschichte

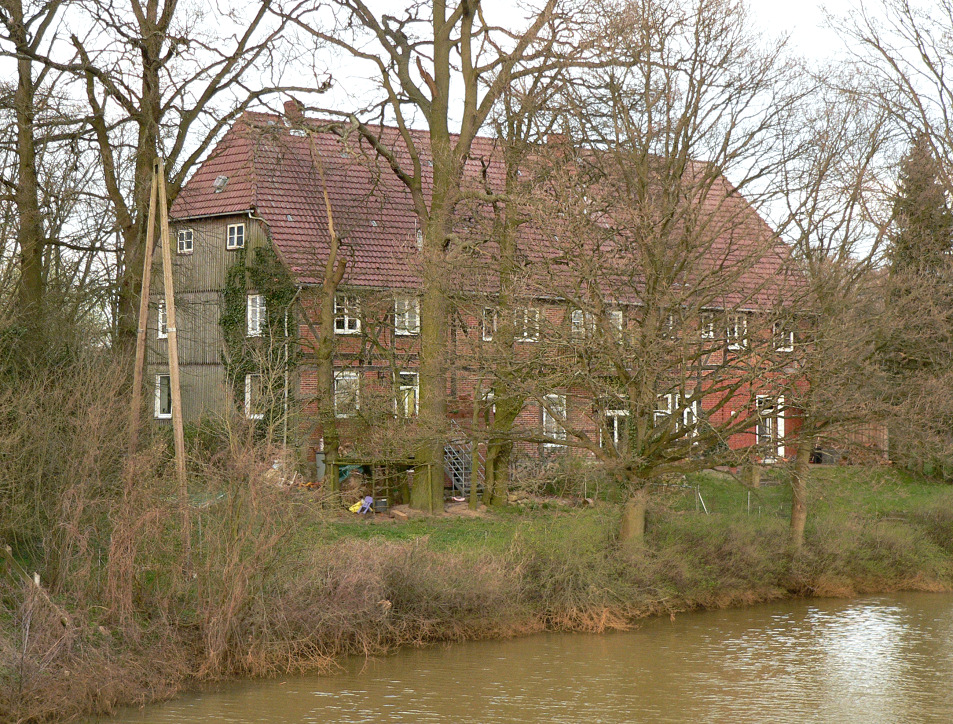
Ehemaliges Brauhaus auf dem früheren Wall, heute Wohnhaus

Die Entstehung der Burg ist im Zusammenhang mit der Ausdehnung des Herrschaftsgebietes des Fürstentums Lüneburg im 14. Jahrhundert nach Westen zu sehen. Ahlden war zu dieser Zeit Grundbesitz des Bistums Minden. Die Bunkenburg entstand an der Landesgrenze und sicherte den Wasserweg auf der Aller. Sie löste in dieser Rolle die Burg Bierde ab. 1431 wurde Ahlden von den Herzögen von Lüneburg eingenommen.
Zur Burg gibt es nur eine spärliche urkundliche Überlieferung. 1310 werden auf ihr Burgmannen aus dem Niederadel der Gegend genannt, darunter die Herren von Ahlden. Als Burgvogt wird der Ritter Johann von Escherde genannt. Eine letzte urkundliche Erwähnung der Burg erfolgt 1340. Im Laufe des 14. Jahrhunderts verlor sie anscheinend an Bedeutung und die Burgmannen wanderten zur Burg Rethem ab, wo sich später die Namen ihrer Geschlechter wiederfinden.

## Ähnliche Befestigungsanlagen der näheren Umgebung
In der Niederung der Aller gab es in der näheren Umgebung eine Reihe weiterer mittelalterlicher Burgen, zum Teil ähnlicher Bauart, die im Abstand von nur wenigen Kilometern bestanden. Dazu gehören Befestigungsanlagen in Bierde (Burg Bierde), Essel (Burg Blankenburg) (Uhlenburg), Hodenhagen (Burg Hodenhagen), Rethem (Aller) (Burg Rethem und Altenburg), Grethem (Burg Blankenhagen).